# La Contrainte
Pour les articles homonymes, voir Contrainte.
 (juillet 2012).
Si vous disposez d'ouvrages ou d'articles de référence ou si vous connaissez des sites web de qualité traitant du thème abordé ici, merci de compléter l'article en donnant les références utiles à sa vérifiabilité et en les liant à la section « Notes et références ».
La Contrainte est une nouvelle (Der Zwang, publiée en 1920) de l'écrivain autrichien Stefan Zweig. Elle est publiée pour la première fois en français en 1992, au sein du recueil Un mariage à Lyon, dans une traduction d'Hélène Denis. Comme une autre nouvelle du recueil, Au bord du lac Léman, Zweig choisit la Suisse comme cadre d'un déroulement dramatique ayant trait à la Première Guerre mondiale.

## Résumé de la nouvelle
Canton de Zurich, durant la Première Guerre mondiale. Ferdinand Nussbaum, peintre de son état, a fui un pays en guerre et s'est réfugié quelque part en Suisse, au bord du lac de Zurich, dans le calme d'un pays neutre. Il vit paisiblement là, avec sa femme. Mais un matin, on lui apporte une missive en provenance du Consulat de son pays à Zurich. Le commandement de district militaire a donc mis dix mois pour le retrouver. Il est donc appelé sous les drapeaux.
Dès lors, s'ensuit en sa personne une lutte entre les objurgations de Paula, attachée certes à la présence de son mari mais surtout à ce qu'il refuse de participer à la guerre pour tuer d'autres hommes, et les obligations militaires auxquelles il se trouve rappelé par la missive. Il se sent donc contraint de se rendre à son Consulat, se convainquant toutefois que ses peintures montreront qu'il n'a pas sa place au front. Dans la salle où on le fait attendre, celui-ci médite sur les formulations à employer. Mais une fois reçu par le Secrétaire, il se trouve emporté à la fois par la bureaucratie et par la "normalité" de ce temps de guerre, où les hommes, quelle que soit leur condition, vont combattre, sans qu'on leur demande leur avis. 
De retour chez lui, il se sent contraint de préparer son sac, sous les cris et les pleurs de sa femme. Il se sent contraint d'aller prendre le train, qui lui fait franchir la frontière… Mais au dernier instant, un convoi de blessés et de mutilés, cheminant en sens inverse, lui font reprendre ses esprits, lutter contre la contrainte, et finalement revenir à son foyer.

## Éditions françaises
- Stefan Zweig (trad. de l'allemand par Hélène Denis), Un mariage à Lyon : nouvelles, Paris, Librairie générale française, coll. « Livre de poche » (no 13893), 1996, 152 p. (ISBN 978-2-253-13893-8, OCLC 937433186).